# 盾縫
盾縫（たてぬい）とは、古代日本（古墳時代から律令時代）において、盾を作ること、または作る人を指した語である。表記は、楯縫、作盾者（『紀』）とも記す。

## 概要
盾を作る部民は楯部（たてぬいべ）と称され、神代紀には、「彦狭知神（ひこさしりのかみ）を盾縫とす」とあるように、日本神話においても、盾を製作する神々が登場している（この他にも、大国主が白盾を作る記述が見られる）。
伝説上においても、盾縫は登場しており、垂仁紀39年条（10年）「一云」文註に、五十瓊敷入彦命が、「河上と称する鍛（かぬち）に命じて大刀一千口を作らしめたので、この時、楯部以下の十の品部を賜った」と記述されている（この一千口の大刀は石上神宮に奉納された）。
その後、律令制下（9世紀）まで中央政権の管理下（造兵司）に置かれていた。
忌部の中に祭祀に用いる盾を作るものがいたと思われる点や前述の石上神宮に関わりのある刀工川上部（かわかみのとも）の中に楯部がいたなど、古墳期の盾縫は宗教と関わり深い。出雲国楯縫郡の地名も、神事道具としての盾を製作していたことに由来する。

## 木簡に記された例
隠岐国（現島根県）出土の7世紀の荷札木簡（律令国家において税物に付けられた札）の一つにも、盾縫が書かれている。
```
「
楯縫
評乃呂志（のろし）里物マ（もののべ）知米□□□□（最後四字は欠損の為、解読不能）」
```

これより古い木簡では、○○国から始まるが、この時期となると～評から記されるようになる（評が重要となった事を示す）。記・紀より古い記述としては、これが最古の例といえる。

## 盾作りに関する記述
『日本書紀』天武天皇元年（672年）7月3日条に、「荒田尾直赤麻呂らの将軍が古京（飛鳥）の道路の橋の板をはいで楯を作り、京の街のあちこちに立てて守りとした」と記されているように、即席で盾を作る場合・状況もあった。これが楯部の作業であったかは記されていないが、盾縫という語自体は職人を指すだけではなく、盾を作る意でもあり、7世紀末当時の（神話・伝説ではなく）盾を作る描写をした数少ない記述といえる。赤麻呂軍は、街角ごとに楯を立てていた為、高所から京を観た相手は、伏兵がいるかもしれないと思って、兵を引いて逃げた、と記されている。これは多くの盾を上手に用いた戦術例（視覚効果）で、戦わずして（楯の威嚇のみで）勝利した例でもある。

## 備考
- 日本において、革製盾が登場するようになったのは5世紀頃だが、3世紀頃には登場していたとする説もある[5]。
- 宮城県仙台市の春日社古墳（5世紀後半）からは、革製盾が出土しており、古墳時代における革製盾としては最北端に位置する。この革盾はヤマト政権から与えられたものと考えられている。この考察からも、「盾縫」という言葉は、大和連合国圏内にのみ通じる語と見られる。
- 前述の通り、品部と言う事もあって、盾縫の地位は低く、刀工に仕えた集団もいた。これは時代が下るにつれ、地位が向上していった刀工や甲作（よろいつくり）といった職人達とは対照的といえる（楯作り自体が後世では特別な技術を必要としなかった事にもよる）。
- 奈良時代の末（8世紀）までには、騎兵や歩兵問わず、片手で保持・携帯して扱う盾はあまり使われなくなり、歩兵は矛や大刀を両手で保持して使用した[6]。
- 革盾は基本的に本体の木板が薄く、軽さを重視している。しかし、日本刀の登場により、革製の防具はほぼ無力化され[7]、律令時代以後、諸手で用い、並みの鋼製の刀剣より鋭い日本刀の前では実用的ではなくなったとみられる。